# Chi Chi Club
De Chi Chi Club was een poppodium in de gemeente Winterswijk. De Chi Chi Club was gevestigd aan de Stationstraat 27 in Winterswijk.

## Geschiedenis
In 1966 richtten een groepje jongeren een club op voor gereformeerde jongeren. De eerste jaren vonden samenkomsten plaats op de zolder van een molen met een oude radio. In 1972 kende de club 450 leden en verhuisde naar een nieuw gebouw. De club had een drankvergunning verkregen. Men hield traditionele politieke avonden, er was een clubblad, cabaret, film, daarnaast regelmatig optredens van bands. Begin jaren tachtig liep (ondanks een beroepskracht) het ledenaantal terug naar 150. Financieel waren er veel tegenvallers door het boeken van te dure bands zoals Herman Brood, Candy Dulfer, Lucifer, enz. . Dit was althans de mening van Xtreem fanzine in 1990, ten tijde van de optredens van de genoemde bands was er in werkelijkheid nooit sprake van verliezen of financiële tegenvallers. Tot 1983 werden ieder jaar zwarte cijfers geschreven, mede door de grote belangstelling voor de concerten. Van belang was de overgang vanuit het Oost-Nederlandse punkbastion Babylon in Hengelo naar Winterswijk van jongerenwerker Guus Sarianamual.
Vanaf 1985 werd een nieuwe koers ingeslagen in de richting van open jongerencentrum als podium voor bands met uit de reggae, punk-, metal- en hardcorestroming. Er werden jaarlijks twaalf internationale hardcore punkfestivals gehouden waardoor de club tot ver over de grenzen bekendheid verwierf. Door die punkperiode in de jaren tachtig stond de club wel bekend als het "mekka voor punkers uit de verre omstreken".
De club deed tevens dienst als oefenruimte voor bands en bracht bands voort als Winterswijx Chaos Front, Cry of Terror en Disabuse. In 1989 sloot de club, de activiteiten werden verplaatst naar het nabijgelegen Eucalypta. Nog altijd wordt in Winterswijk het Pinkstervoetbaltoernooi gehouden dat ontstond uit een duel tussen de Chi-Chi-Club en de Skinny Binny Club.